# V Испанская конная когорта
V Испанская конная когорта (лат. Cohors V Hispanorum equitata) — вспомогательное подразделение армии Древнего Рима.
Данное подразделение было набрано в провинции Тарраконская Испания. Точное время его формирования неизвестно. По всей видимости, оно произошло в эпоху правления Октавиана Августа. В 49 году когорта уже существовала. Изначально она базировалась, предположительно, в Паннонии или другой придунайской провинции. Около 70 года когорта была передислоцирована в Верхнюю Германию. Она принимала участие в походе Гнея Пинария Клемента. Около 79/80 года подразделение было переброшено в Мёзию. После разделения Мёзии оно осталось в провинции Верхняя Мёзия. Там когорта была в течение II века. В середине III века, вероятно, воевала в Нумидии.